# Maria Martins (Künstlerin)
Maria Martins (* 7. August 1894 in Campanha, Minas Gerais; † 27. März 1973 in Rio de Janeiro) war eine brasilianische surrealistische Bildhauerin und Kupferstecherin.

## Leben

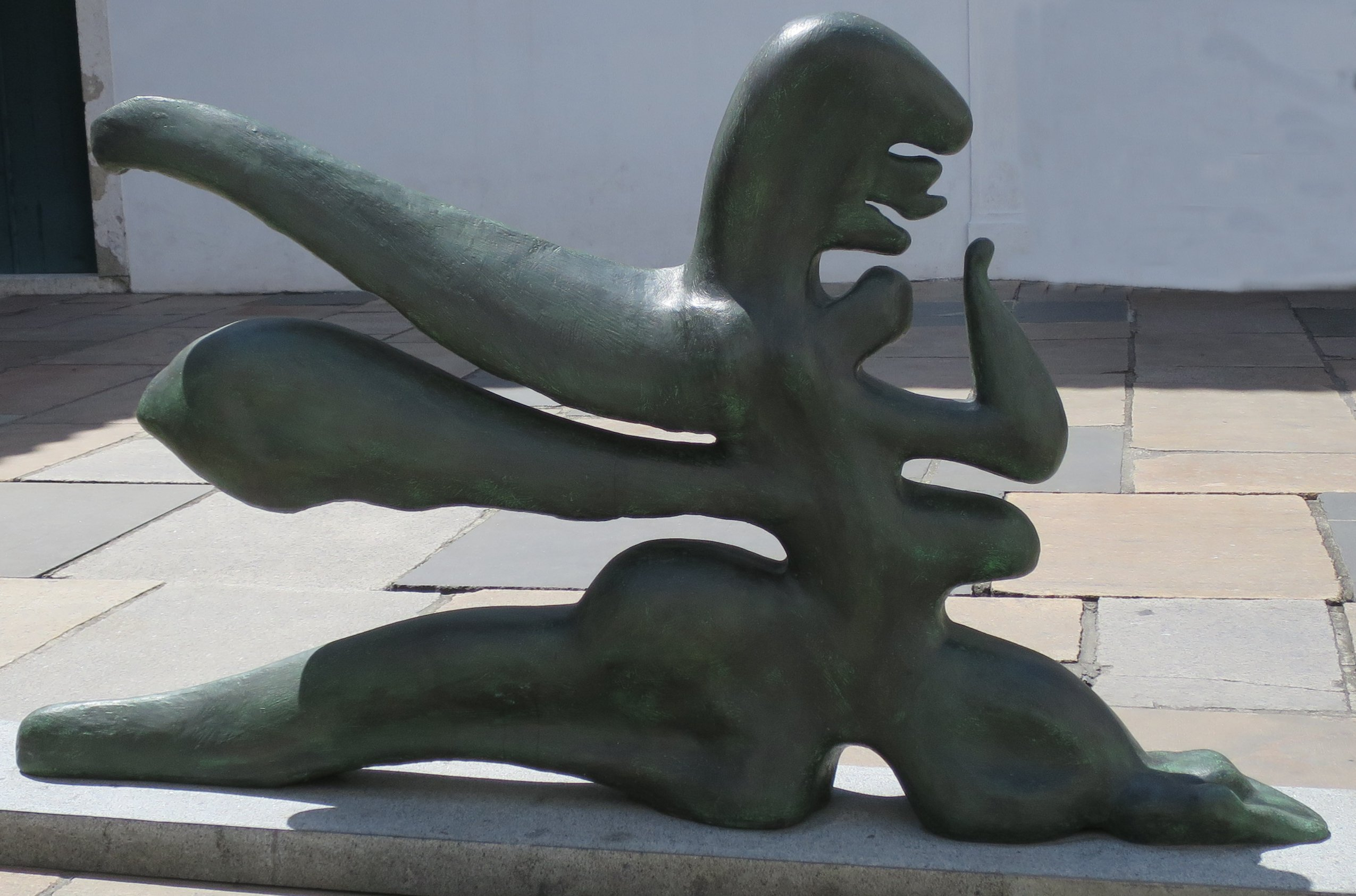
Maria Martins: „O implacável“ (Der oder Das Unerbittliche), 1944, Bronze

Maria Martins wurde als Maria de Lourdes Alves geboren und studierte, als Tochter des späteren Senators und Justizministers João Luís Alves und der Pianistin Fernandina de Faria Alves, zunächst Musik. Sie studierte später bei Oscar Jespers (1887–1970) in Belgien und dann bei Jacques Lipchitz (1891–1973) und Stanley William Hayter (1901–1988) in New York. Mit ihrem ersten Ehemann, dem Literaturkritiker Otávio Tarquínio de Sousa (1989–1959), hatte sie eine Tochter. In zweiter Ehe heiratete sie 1926 den Diplomaten Carlos Martins, einen Jugendfreund von Getúlio Vargas. Carlos Martins wurde ab 1939 brasilianischer Botschafter in den USA, worauf sich die Familie in New York niederließ.

„Wimmelnde Formen erblühen im Raum, im Trommelrhythmus einer Bewegung, die von Anziehung und von Furcht zugleich angetrieben scheint. Die brasilianische Künstlerin  Maria Martins ließ den Formalismus herkömmlicher Plastik hinter sich, um eine fantastische Gegenständlichkeit auf Grundlage einer Neubearbeitung der traditionellen Mythologie des Amazonasgebiets zu entwickeln, in der menschliche, tierische und pflanzliche Formen sich in einem osmotischen Dialog zwischen den vielfältigen Aspekten der Natur durchdringen.“

Als häufiger Gast der Dinnerpartys von Peggy Guggenheim wurde Martins unter anderen Michel Tapié, André Masson, Max Ernst, André Breton und Marcel Duchamp vorgestellt. Duchamp und Maria Martins waren dann von 1946 bis 1951 ein Paar. Für sein Werk Étant Donnés (1944–66) stand sie ihm Modell, und Duchamp widmete ihr mehrere Werke, zum Beispiel Paysage Fautif (1946).
Neben ihrer künstlerischen Tätigkeit ist Martins Autorin eines Buches über Nietzsche und veröffentlichte Texte über Indien und China während der Xinhai-Revolution. Bei Daisetz Teitaro Suzuki in Japan studierte sie den Zen-Buddhismus. Maria Martins half mit bei den Vorbereitungen zur ersten Biennale von São Paulo im Jahre 1951.

## O impossivel (1945)
O impossivel ist eine bekannte Bronze von Maria Martins, welche posthum auf der dOCUMENTA (13) ausgestellt wurde. 

„O impossivel, in der eine männliche und eine weibliche Figur einander gegenüberstehen, getrennt und verbunden zugleich durch eine zerebrale und beinahe kannibalische tentakelhafte Umarmung – verleiht einer Bewegung des Begehrens greifbare Gestalt, die zwischen Abwesenheit und Anwesenheit, zwischen Anziehung und Abstoßung gespannt ist.“

## Ausstellungen (Auswahl)
Im Oktober 1941 hatte Maria (als Künstlerin signierte sie ihre Werke mit „Maria“) in der Corcoran Gallery of Art ihre erste Einzelausstellung. 1942 nahm sie an der Ausstellung First Papers of Surrealism teil und 1943 fand in der Curt Valentin Gallery, New York die Ausstellung Maria: New Sculptures und Mondrian:New paintings, statt, die für sie sehr erfolgreich war, während Mondrian nichts verkaufte. Martins erwarb daraufhin das Werk Broadway Boogie Woogie von Mondrian, um es dem MoMA zu stiften. Martins war 1947 Teilnehmerin der Ausstellung Le surréalisme in der Galerie Maeght in Paris. 2025 zeigt das Bucerius Kunst Forum in Hamburg im Rahmen der Ausstellung In Her Hands erstmals in Deutschland eine Auswahl ihrer surrealistischen Skulpturen.